# Hanover (New Hampshire)
Hanover – miejscowość w stanie New Hampshire, siedziba Dartmouth College.

## Miasta partnerskie
- Joigny
- Nihonmatsu